# Genola (Minnesota)
Genola es una ciudad ubicada en el condado de Morrison en el estado estadounidense de Minnesota. En el Censo de 2010 tenía una población de 75 habitantes y una densidad poblacional de 85,17 personas por km².

## Geografía
Genola se encuentra ubicada en las coordenadas 45°57′55″N 94°6′46″O / 45.96528, -94.11278. Según la Oficina del Censo de los Estados Unidos, Genola tiene una superficie total de 0.88 km², de la cual 0.88 km² corresponden a tierra firme y (0%) 0 km² es agua.

## Demografía
Según el censo de 2010, había 75 personas residiendo en Genola. La densidad de población era de 85,17 hab./km². De los 75 habitantes, Genola estaba compuesto por el 100% blancos, el 0% eran afroamericanos, el 0% eran amerindios, el 0% eran asiáticos, el 0% eran isleños del Pacífico, el 0% eran de otras razas y el 0% pertenecían a dos o más razas. Del total de la población el 0% eran hispanos o latinos de cualquier raza.